# Houska (Heřmanův Městec)
Rybník Houska o rozloze vodní plochy 0,38 ha se nalézá na potoce Konopka asi 400 m jihozápadně od autokempingu Konopáč u Heřmanova Městce v okrese Chrudim. Rybník Houska je umístěn v přírodní lokalitě využívané pro odpočinek a rekreaci. Rybník Herout je součástí Heřmanoměstecké rybniční soustavy skládající se dále z rybníků Herout, Rohlík, Koupaliště Konopáč, Konopka. Rybník byl v roce 2004 obnoven. Rybník je v současnosti využíván pro chov ryb.

## Galerie

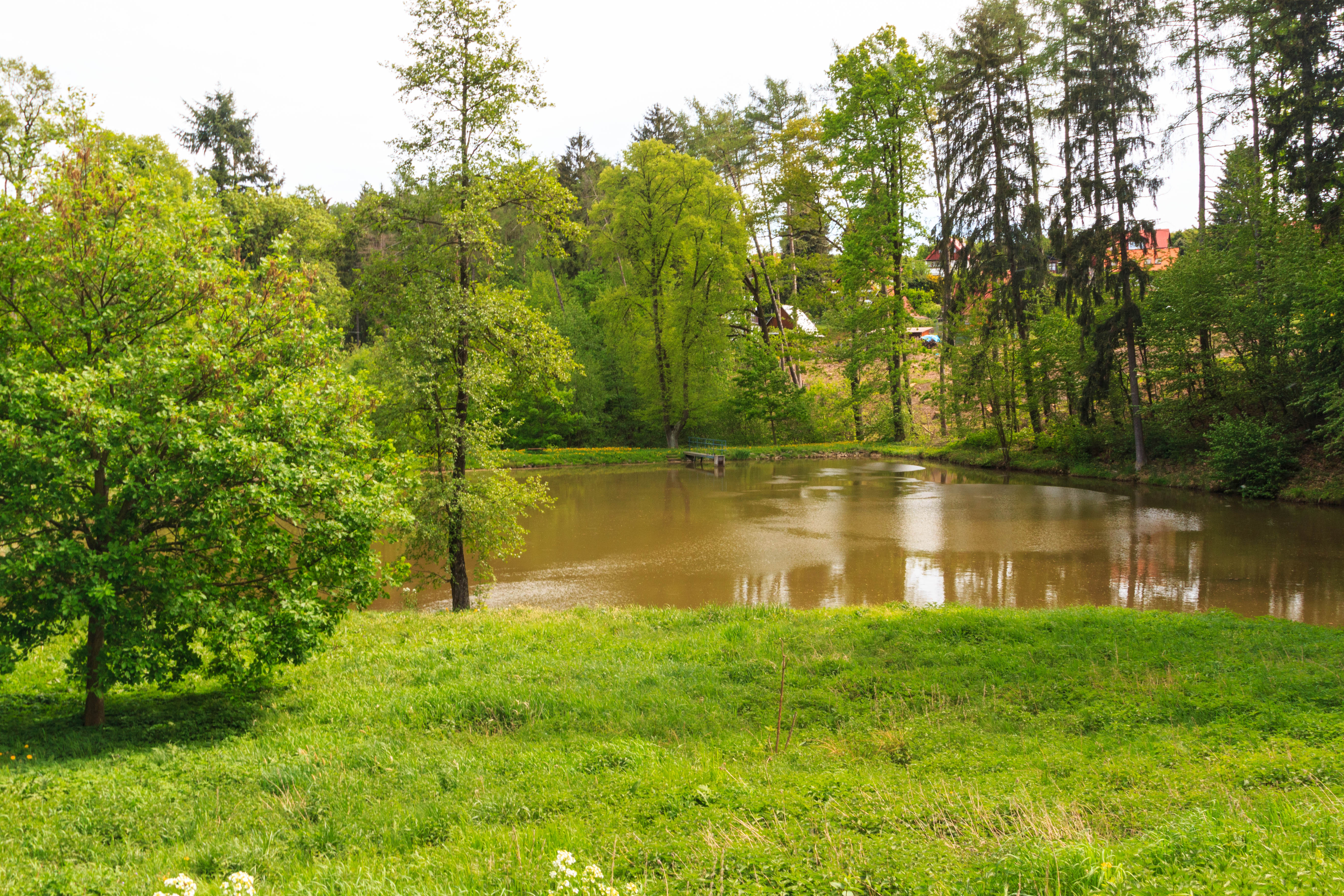
Pohled na rybník Houska u Konopáče
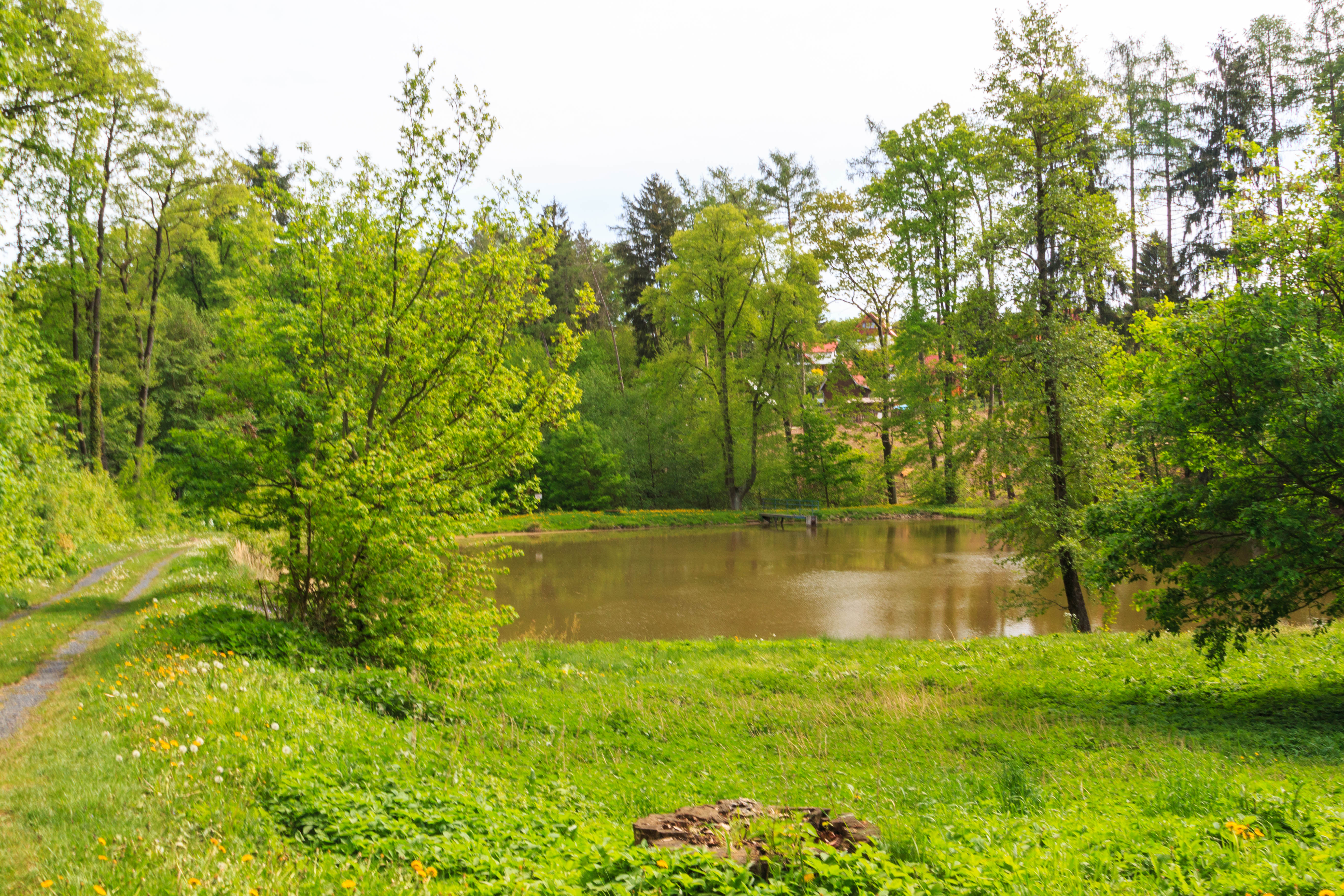
Pohled na rybník Houska u Konopáče
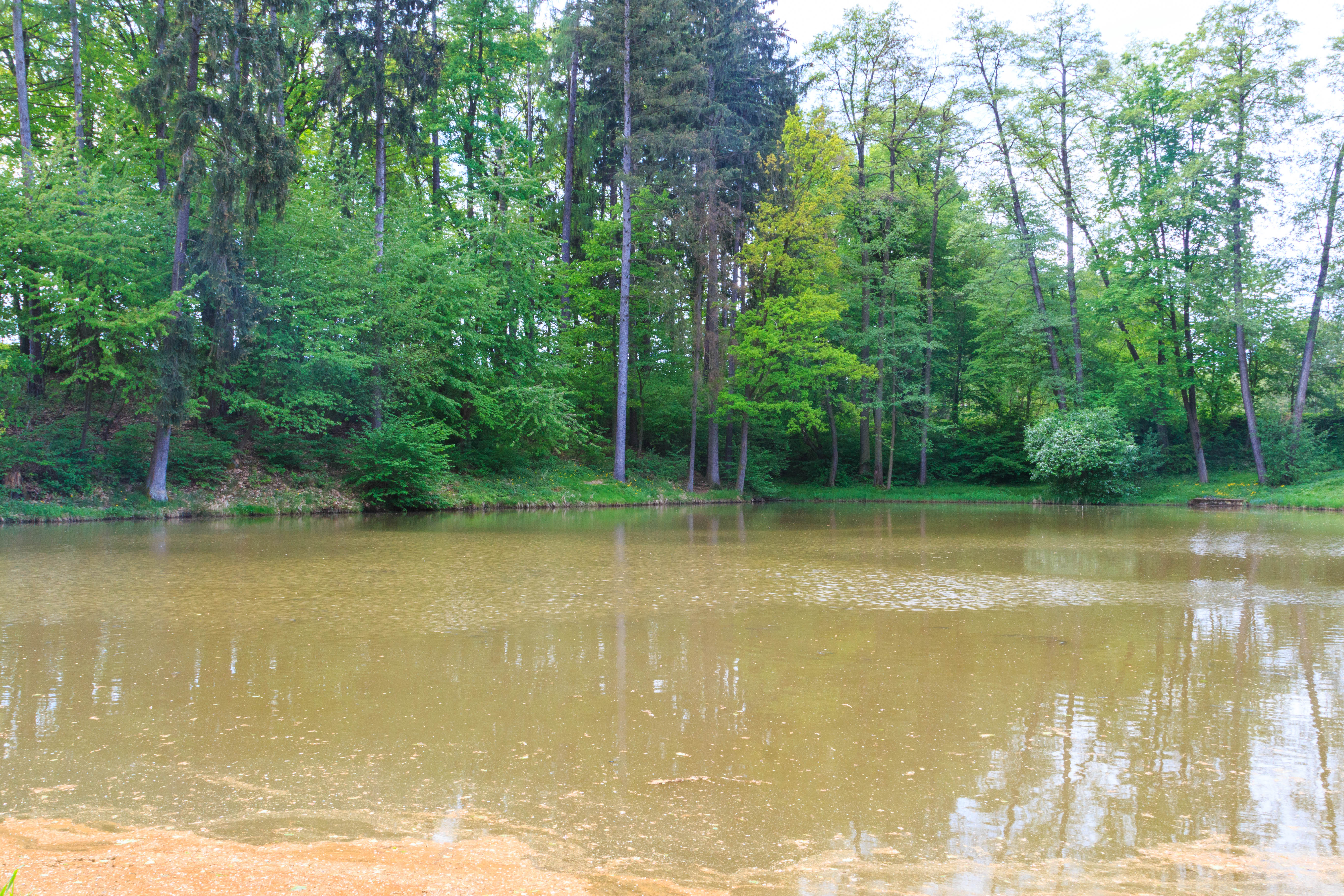
Pohled na rybník Houska u Konopáče
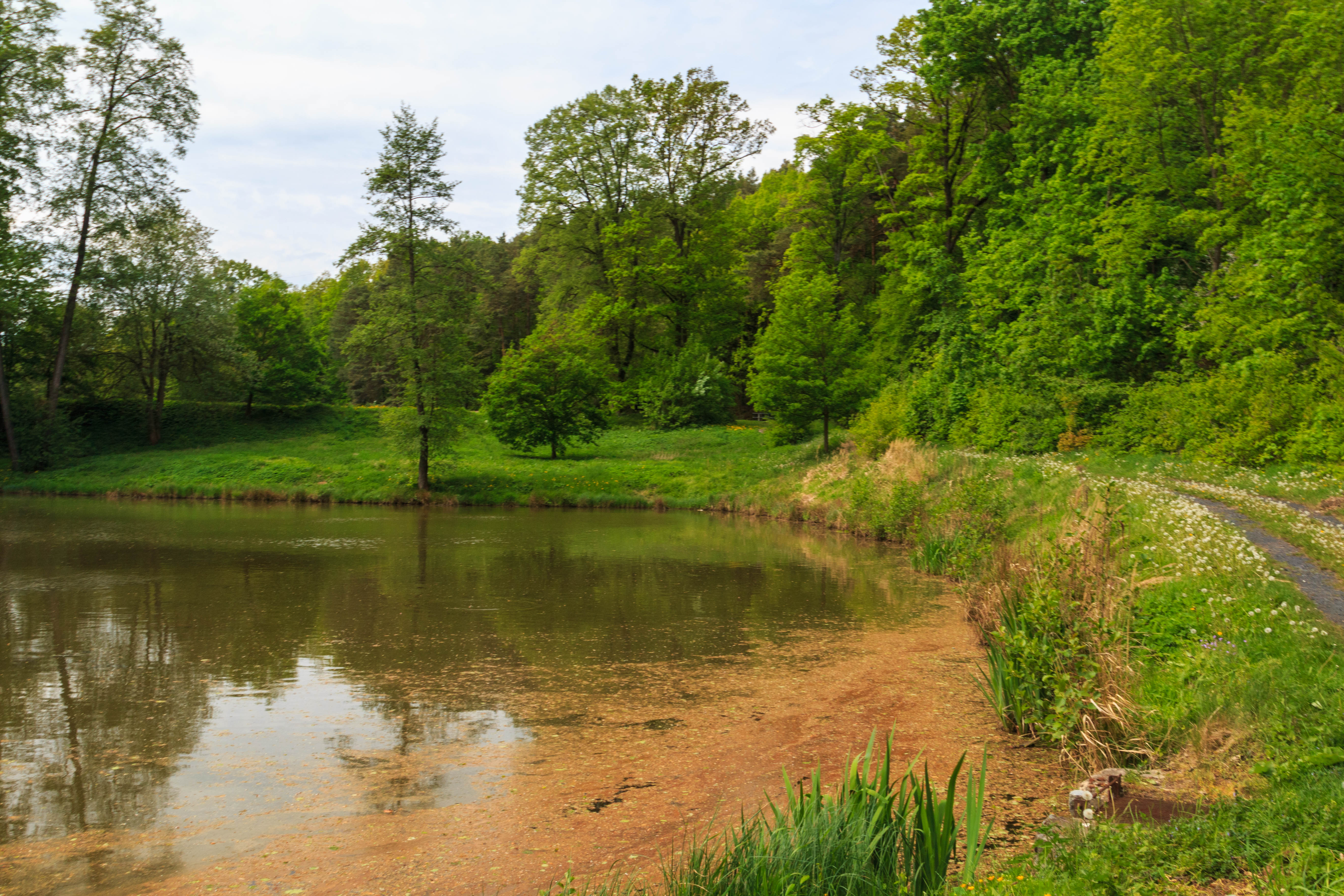
Pohled na rybník Houska u Konopáče